# Tweeverdiener
Met een tweeverdiener wordt bedoeld de helft van een echtpaar of ander samenwonend stel, eventueel met kinderen, waarvan beiden een eigen inkomen verwerven middels betaald werk.
Door de emancipatie van vrouwen in het laatste kwart van de twintigste eeuw zijn veel vrouwen een opleiding gaan volgen, waardoor hun kansen op de arbeidsmarkt zijn gestegen. Het grootste deel van hen wil die opleiding gebruiken in een baan. Het traditionele gezin, dat bestond uit een man (kostwinner) en een niet-verdienende huisvrouw met of zonder  kinderen, verdwijnt hierdoor steeds meer. Soms zal de man ervoor kiezen huisman te worden, maar in veel gevallen werken beide partners. Door het hogere inkomen worden zij "tweeverdieners" genoemd. Ter onderscheiding wordt een partner die als enige binnen een huishouden de kost verdient, "alleenverdiener" genoemd. Huishoudens waarin één partner een volledige en één partner (meestal de vrouw) een deeltijdbaan heeft, worden wel anderhalfverdieners genoemd. Daarnaast worden nog de alleenstaanden en de eenoudergezinnen onderscheiden.
Door het verdwijnen van het kostwinnersmodel en de opkomst van tweeverdieners is er maatschappelijk veel veranderd. In 1997 waren al vijf van de zes paren jonger dan 35 tweeverdieners. Veel gezinnen hebben twee auto's, wat de behoefte aan parkeergelegenheid in woonwijken vergroot en de lengte van de files heeft doen toenemen. Ook het boodschappen doen is totaal van karakter veranderd.
Oorspronkelijk (rond de jaren 70 van de twintigste eeuw) werd de vrouwelijke helft van de tweeverdieners vaak nog met vooroordelen bekeken door de traditioneler denkende mensen. Aan het begin van de eenentwintigste eeuw is dit juist omgekeerd. Vrouwen die ervoor kiezen voltijds moeder te zijn en daarnaast geen baan willen hebben, worden dikwijls niet begrepen.

## Regelingen voor tweeverdieners in  Nederland
Voor de inkomstenbelasting worden tweeverdieners afzonderlijk aangeslagen. Door het bestaande progressieve tarief en de arbeidskorting betalen tweeverdieners meestal minder belasting dan een alleenverdiener met hetzelfde gezinsinkomen. Alleenverdieners hebben in het huidige stelsel echter wel recht op de algemene heffingskorting voor de niet werkende partner. Bij de vaak negatieve inkomsten uit het eigen huis kunnen tweeverdieners de fiscaal gunstigste oplossing kiezen. De inkomensafhankelijke ziektekostenpremie wordt voor beide partners afzonderlijk berekend, zodat tweeverdieners meer bijdragen aan de gezondheidszorg dan alleenverdieners met hetzelfde gezinsinkomen. Tot 2006 gold dit alleen voor ziekenfondsverzekerden, sinds de herziening van de ziektekostenverzekering geldt het voor alle tweeverdieners. Voor andere inkomensafhankelijke regelingen wordt weer uitgegaan van het gezinsinkomen. Daardoor komen tweeverdieners bijvoorbeeld vrijwel nooit in aanmerking voor een goedkope huurwoning.
Door de opbouw van de belastingtarieven dragen tweeverdieners ook meer bij aan de AOW en de AWBZ, maar anders dan in landen met een ouderdomsverzekering ontvangen zij evenveel AOW als een paar met slechts één kostwinner. Indien beide partners een pensioen hebben opgebouwd, profiteren zij ook dubbel van het lagere belastingtarief voor ouderen. Fiscalisering van de AOW treft tweeverdieners dan ook sterker dan alleenverdieners.

## Politieke strijdpunten
Bij de behandeling van het Belastingplan 2016 speelde de vraag in hoeverre, zoals al het geval is en volgens het voorstel wordt versterkt, tweeverdieners samen minder IB/PVV verschuldigd behoren te zijn dan beide samen als één een eenverdiener is die hetzelfde verdient als in het andere geval beide samen. Bij deze vergelijking zijn tweeverdieners in het voordeel door de progressie in het schijventarief (die wordt versterkt door de voorgestelde versterkte inkomensafhankelijkheid van de algemene heffingskorting), maar ook door diverse maatregelen om de arbeidsparticipatie (van beide partners) te bevorderen: onder meer de inkomensafhankelijke combinatiekorting, die volgens het voorstel verhoogd wordt, en de geleidelijke afbouw van de dubbele heffingskorting voor kostwinners, waarbij in 2016 volgens het lopende afbouwsysteem de uitbetaling van de algemene heffingskorting maximaal 46 2/3% bedraagt van de maximale algemene heffingskorting, en de arbeidskorting, die volgens het voorstel wordt verhoogd.
Als bijvoorbeeld voor 2016 (volgens het voorstel) worden vergeleken tweeverdieners waarvan de een met arbeid € 40.000 verdient en de ander € 20.000, en een eenverdiener die met arbeid € 60.000 verdient. Het voordeel voor de tweeverdieners is ruwweg € 1000 door de progressie van het schijventarief, € 2000 door de algemene heffingskorting, € 4000 door de arbeidskorting en € 2000 door de inkomensafhankelijke combinatiekorting, in totaal ongeveer € 9000.
Uiteindelijk is het wetsvoorstel niet ten gunste van de eenverdiener gewijzigd.

## Dink(y) en yuppie
Een speciale categorie tweeverdieners is de dink(y), een acroniem dat staat voor Double Income No Kids (Yet) ('twee inkomens, -nog- geen kinderen'). Het gaat om een specifieke groep tweeverdieners, die door de combinatie van een dubbel inkomen en het ontbreken van kinderen zich onderscheidt door een relatief hoog inkomen en relatief weinig verplichtingen. Een gerelateerde categorie zijn de yuppies (Young Urban Professionals), waartoe ook relatief welvarende alleenstaanden zonder kinderen gerekend worden.